# John Huettner
John Huettner est un skipper américain né le 21 octobre 1906 et mort le 4 août 1970.

## Carrière
John Huettner est sacré champion olympique de voile en classe 8 m aux Jeux olympiques d'été de 1932 de Los Angeles à bord de l'Angelita.